# Pietro Antonio Solari
Pietro Antonio Solari ali Solaro, v Rusiji znan kot Pjotr Antonin Frjazin - v ruščini: Пётр Антонин Фрязин - iz starodavnega izraza friazin ali friag, s katerim so takrat nagovarjali Italijane (Milano, okoli 1445 - Moskva, maj 1493), je bil italijanski kipar in arhitekt.

## Življenjepis
Sin Guiniforta Solarija, glavnega inženirja Milanske vojvodine in bratranca kiparja Cristofora Solarija, znanega kot Grbavec in slikarja Andrea, deluje kot kipar v Certosa di Pavia, Milanski stolnici in Ca' Granda. Kasneje je sodeloval pri rekonstrukciji nekaterih milanskih cerkva: cerkve Santa Maria del Carmine, cerkve Santa Maria Incoronata in cerkve San Bernardino alle Monache. Po nenadni smrti očeta ga je nasledil kot arhitekt Ospedale Maggiore in Certosa di Pavia [1]. Leta 1484 je ustvaril Tomba de' Capitani v stolnici v Alessandriji in naslednje leto Madonna del Coazzone, danes Musei del Castello Sforzesco v Milanu.
Od leta 1487 je delal v Moskvi, ko ga je poklical car Ivan III. Vasiljevič, da bi zgradil nove obrambne stolpe Kremeljskega obzidja, delo se je nadaljevalo tudi pod carjem Vasilijem III.. Umrl je v Moskvi maja 1493.
- Pietro Antonio Solari in Marco Ruffo (spodaj). Fragment miniature iz Ilustrirane kronike Ivana Groznega.
- Odrešenikov stolp, Moskovski kremelj